# I-house

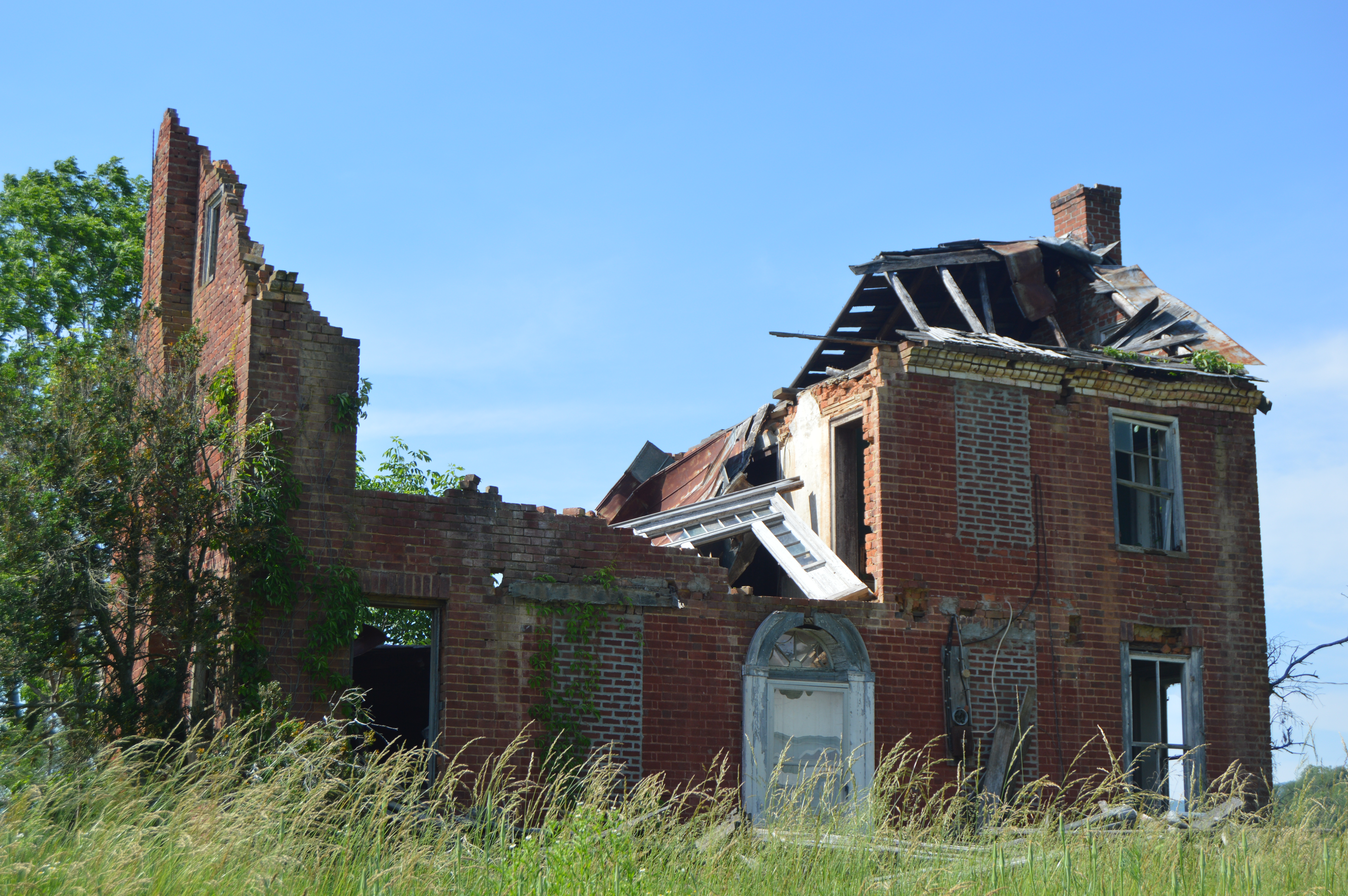
I danni strutturali di questa casa in Virginia, rivelano il layout interno. In particolare, le entrate delle stanze del secondo piano sul lato destro della casa si aprono su un unico corridoio centrale.

La I-house (casa a I) è un tipo di abitazione di architettura spontanea, popolare negli Stati Uniti d'America dal periodo coloniale in poi.
La I-house fu così chiamata negli anni trenta del XX secolo da Fred Kniffen, uno specialista nell'architettura rurale, che identificò e analizzò il tipo nel suo studio del 1936 sulle tipologie di abitazioni della Louisiana.
Egli scelse il nome I-house per il fatto che tale tipologia di abitazione era estremamente comune nelle aree rurali di allevamento dell'Indiana, dell'Illinois e dell'Iowa, tutti Stati il cui nome inizia con la lettera "I".
Kniffen non utilizzò il termine intendendo che questo tipo di abitazione fosse originario o esclusivo di questi tre stati.

## Storia e caratteristiche identificative

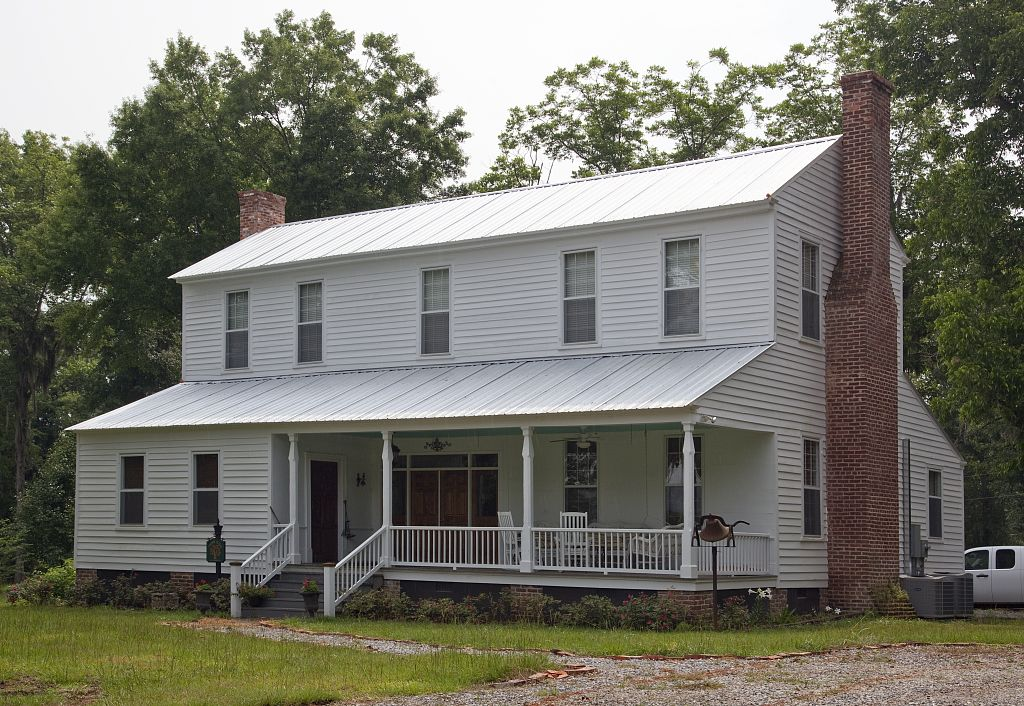
Moss Hill nella Contea di Wilcox, Alabama (circa 1845): una I-house con camere anteriori e posteriori con tetto a spiovente e un portico frontale parziale.

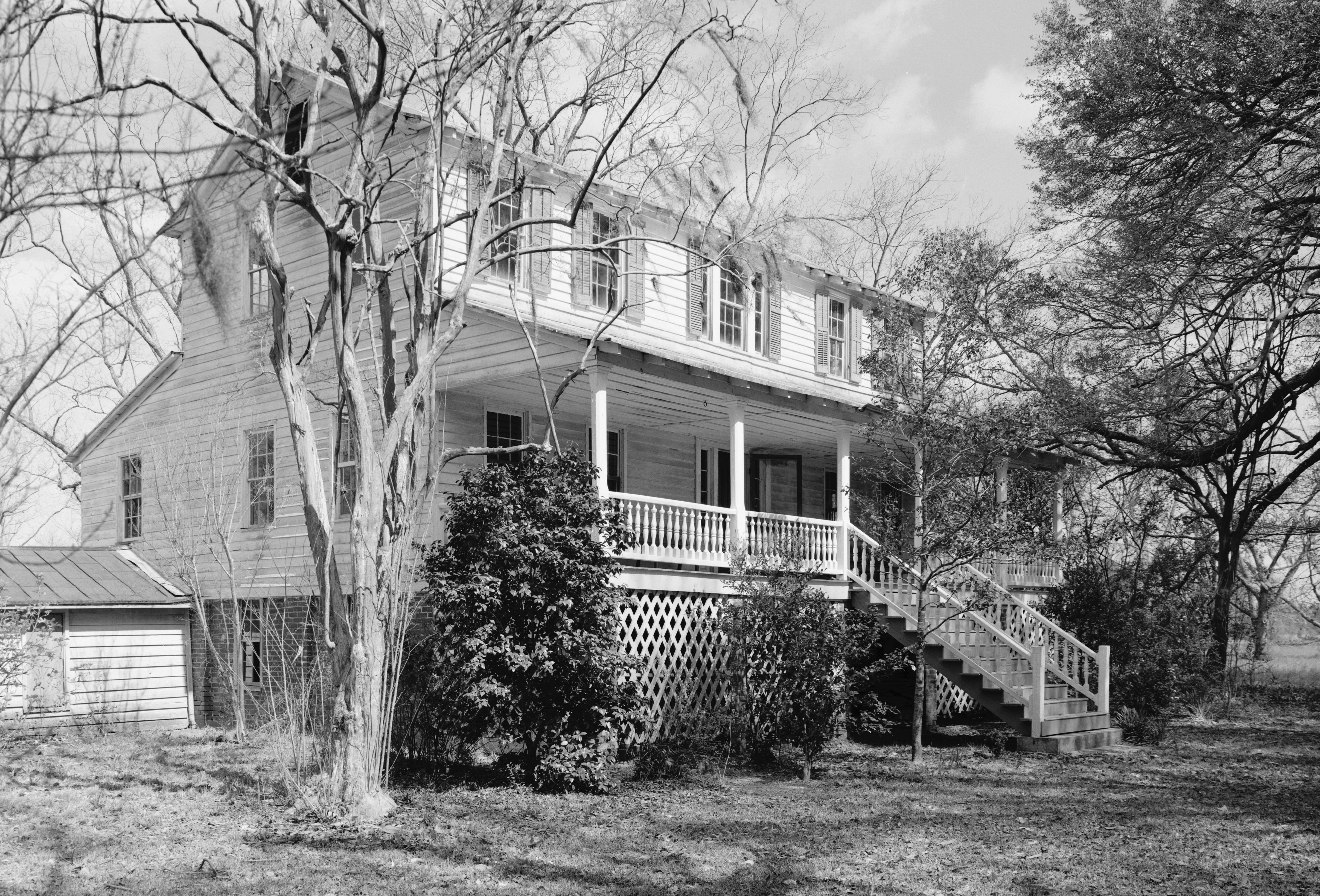
Cohasset (circa 1873), con un portico anteriore e camere sul retro, entrambi con tetto a spiovente, nella Contea di Hampton County, South Carolina.

La I-house si sviluppò a partire dalla tradizionale casa di campagna britannica del XVII secolo, come sono ad esempio la hall and parlor house e la central-passage house.
Essa divenne una forma popolare di casa negli Stati Uniti medio-atlantici e meridionali già al principio del XIX secolo, ma la si può trovare nella maggior parte degli Stati Uniti in aree che furono colonizzate verso la metà del XIX secolo.
Tutte le I-houses possiedono fastigi sui fianchi, almeno due camere sul lato lungo, una camera in larghezza e due piani in altezza.
Spesso hanno anche un'ala posteriore (solitamente disposta perpendicolarmente al corpo principale) per una cucina o dello spazio aggiuntivo.
La facciata di una I-house tende ad essere simmetrica. Erano costruite con materiali vari, tra cui tronchi, telai in legno, mattoni o pietre.
Nel sud, una variante della I-house, con camere posteriori a un solo piano e tetto spiovente e, solitamente, con un portico anteriore che si estende su tutta la larghezza, è spesso chiamata Plantation Plain house (abitazione semplice/piatta di piantagione), sebbene essa sia più correttamente definita come I-house with sheds (casa a I con spioventi).
Grazie alla popolarità e alla forma semplice della I-house, erano spesso utilizzati gli elementi decorativi degli stili architettonici popolari. I portici anteriori e ogni decorazione erano realizzati alla maniera della sobria architettura federale negli anni 40 del XIX secolo, o nello stile dell'architettura neogreca tra gli anni 40 e 50.
La I-house fu anche adattata agli stili dell'architettura neogotica e dell'italianizzante nel corso della metà del XIX secolo.